# Coenobita scaevola
Coenobita scaevola is een tienpotigensoort uit de familie van de Coenobitidae. De wetenschappelijke naam van de soort is voor het eerst geldig gepubliceerd in 1775 door Forskål.